# Marija Gimbutas
Marija Gimbutas (lit. Marija Gimbutienė; ur. 23 stycznia 1921 w Wilnie, zm. 2 lutego 1994 w Los Angeles) – amerykańska archeolożka pochodzenia litewskiego, profesorka Uniwersytetu Kalifornijskiego, badaczka religii i kultur neolitycznych i epoki brązu Starej Europy (zgodnie z terminem, który wprowadziła do archeologii) oraz autorka teorii kurhanowej. Jej publikacje wprowadziły nową perspektywę do archeologii, poprzez połączenie tradycyjnej metody archeologicznej z lingwistyką i interpretacją mitologii. Jej działalność naukowa, a zwłaszcza teoria o egalitarnej strukturze społecznej w Europie epoki neolitu oraz centralnej – materialnej i duchowej – pozycji kobiet, stała się kluczowa dla studiów matriarchalnych i ruchu Bogini. Gimbutas jest jedną z głównych przedstawicielek archeologii feministycznej.

## Życiorys
Urodzona jako Marija Birutė Alseikaitė (zamężna: Gimbutienė), studiowała na Uniwersytecie Wileńskim. W czerwcu 1942 roku obroniła pracę magisterską. W czasie II wojny światowej od 1942 studiowała w Niemczech archeologię. Stopień doktorski zdobyła w 1946 w Tybindze. Od 1949 przebywała w USA, gdzie pracowała na Uniwersytecie Harvarda, a potem UCLA. Gimbutas była współzałożycielką pisma The Journal of Indo-European Studies (1972). W czerwcu 1993 Marija Gimbutas otrzymała doktorat honoris causa na Uniwersytecie Witolda Wielkiego w Kownie na Litwie.
Zasłynęła swoją pracą o kulturach epoki brązu w Europie środkowej i wschodniej. Na podstawie badań z różnych obszarów wiedzy, jak np. archeologia i lingwistyka, połączyła Indoeuropejczyków z kulturą Jamna (grobów jamowych, 3400–2700 p.n.e.), jej poprzedniczką – kulturą Średni Stog (4500–3500 p.n.e.) oraz kulturą Kchwalyńską. Kultury te łączy pochówek szkieletowy, posypywany ochrą i stopniowy rozwój kurhanów – początkowo małych kopców usypanych z kamienia, aż do wielkich obiektów, przykrywających kilkadziesiąt, a nawet ponad sto pochówków. Wspólne dla tych kultur są obecność ofiar ze zwierząt w pochówkach ludzi i ślady udomowienia konia. Jako preindoeuropejską określiła też kulturę Samara znad środkowej Wołgi, chronologicznie poprzedzającą Średni Stog i Kchwalyńską, bo datowaną na ok. 5500–4800 p.n.e. – okres eneolitu. Już tam stwierdzono udomowienie konia, pochówki z kopcami kamieni i kult słońca.
Innym wnioskiem Gimbutas jest teza o zderzeniu patriarchalnego społeczeństwa Indoeuropejczyków z matriarchalnymi kulturami „Starej Europy”.

## Wybrane wyróżnienia i nagrody
- 1953 – grant Bollingen Foundation
- 1958 – grant American Philosophical Society
- 1960 – nagroda Outstanding New American Award
- 1967 – nagroda Humanities Endowment Award
- 1968 – nagroda The Los Angeles Times Woman of the Year Award
- 1973 – grant National Science Foundation
- 1981 – Fulbright Fellowship
- 1982 – grant The Ahmanson Foundation
- 1983 – grant Samuel H. Kress Foundation

## Publikacje
- Die Bestattung in Litauen in der vorgeschichtlichen Zeit (Pogrzeby na Litwie w czasach prehistorycznych). Tübingen: J.C.B. Mohr Verlag, 1946.
- Prehistory of Eastern Europe. Part I. Mesolithic, Neolithic and Copper Age cultures in Russia and the Baltic area, American School of Prehistoric Research, Bulletin No. 20. Cambridge, MA: Peabody Museum, Harvard University, 1956. (Second printing, 1958).
- Ancient Symbolism in Lithuanian Folk Art, Philadelphia: American Folklore Society, Memoir Series, Vol. 49, 1958.
- Rytprusiu ir Vakaru Lietuvos priesistorines kulturos apzvalga (Badanie prehistorii Prus Wschodnich i Zachodniej Litwy), New York: Studia Lituanica, I, 1958.
- The Balts. Ancient Peoples and Places, Vol. 33, London: Thames and Hudson; New York: Praeger, 1963.
- Bronze Age Cultures of Central and Eastern Europe, The Hague: Mouton, 1965.
- The Slavs. Ancient Peoples and Places, Vol. 74, London: Thames and Hudson; New York and Washington D.C.: Praeger, 1971.
- The Gods and Goddesses of Old Europe, 7000-3500 B.C. Myths, Legends, Cult Images, London: Thames and Hudson, 1974.
- Neolithic Macedonia: As Reflected by Excavation at Anza, Southeast Yugoslavia (red.), Los Angeles: Monumenta Archaeologica I, Institute of Archaeology, UCLA, 1976.
- The Transformation of European and Anatolian Cultures, 4500-2500 B.C. and its Legacy, Part I, Vol. 8, No. 1-2; Part II, Vol. 8, No. 3-4; Part III, Vol. 9, No. 1-2: The Journal of Indo-European Studies, (red.), 1980–1981.
- Baltai priesistoriniais laikais (Baltic Prehistory). Etnogeneze, materialine kultura ir mitologija, Vilnius: Mokslas, 1985.
- Excavations at Sitagroi. A Prehistoric Village in Northeast Greece, Vol. I. (red. z C. Renfrew and E. Elster). Los Angeles: Monumenta Archaeologica 13, Institute ofArchaeology, UCLA, 1986.
- The Language of the Goddess, San Francisco: Harper and Row, 1989.
- Civilizatie sie cultura. Vestigii prehistorice in sud-estul European (Cywilizacja i kultura: Ślady prehistoryczne w południowo-wschodniej Europie), Bucharest: Editura Meridiane, 1989.
- Achilleion. A Neolithic Settlement in Thessaly, Greece: 6400-5600 B.C. (red. z S. Winn and D. Shimabuku). Los Angeles: Monumenta Archaelogica 14, Institute of Archaeology, UCLA, 1989.
- The Civilization of the Goddess: The World of Old Europe, San Francisco: Harper San Francisco, 1991.
- Die Ethnogenese der europäischen Indogermanen. (Korzenie etniczne indoeuropejczyków) Innsbrucker Beiträge zur Kulturwissenschaft, Innsbruck; Archaeolingua, Budapest. Innsbruck: Institut für Sprachwissenschaft der Universität Innsbruck, 1992.
- Das Ende Alteuropas: Der Einfall von Steppennomaden aus Sudrussland und die Umgestaltung Mitteleuropas (Inwazja nomadów ze stepów południowej Rosji i transformacja Europy Środkowej). Innsbrucker Beiträge zur Kulturwissenschaft, Innsbruck; Archaeolingua, Budapest. Innsbruck: Institut für Sprachwissenschaft der Universität Innsbruck, 1994.
- Senoji Europa (Stara Europa). Vilnius: Mokslo ir enciklopediju leidykla, 1996.
- The Kurgan Culture and the Indo-Europeanization of Europe: Selected Articles from 1952 to 1993, pod red. Miriam Robbins Dexter and Karlene Jones-Bley. Journal of Indo-European Studies Monograph No. 18. Washington D.C.: Institute for the Study of Man, 1997.
- The Living Goddesses. Redakcja i uzupełnienie Miriam Robbins Dexter. Berkely: University of California Press, 1999.